# Толстой Микола Андрійович
Микола Андрійович Толстой (13 жовтня 1914, місто Юзівка, тепер Донецьк — ?) — український радянський діяч органів прокуратури, прокурор Дрогобицької області. Депутат Дрогобицької обласної ради депутатів трудящих.

## Життєпис
Народився в родині робітника. Навчався в школі, з 1929 до 1930 року працював піонервожатим семирічної школи в місті Сталіно.
У 1930—1932 роках — учень школи фабрично-заводського учнівства в місті Сталіно, здобув спеціальність токаря. З 1932 року працював інструктором токарної справи, завідувачем виробництва школи фабрично-заводського учнівства в Сталіно.
Потім працював на комсомольській роботі в Сталінському міському комітеті ЛКСМУ.
Член ВКП(б) з 1939 року.
З осені 1939 до 1940 року — секретар Коломийського міського комітету ЛКСМУ Станіславської області.
З 1940 до червня 1941 року — помічник прокурора міста Коломиї Станіславської області.
З червня 1941 року служив у Червоній армії, учасник німецько-радянської війни. Був політичним керівником (політруком) 5-ї роти 170-го гірничо-стрілецького полку 58-ї гірничо-стрілецької дивізії 12-ї армії Південно-Західного фронту. 27 липня 1941 року у бою біля міста Монастирище Київської області був важко контужений та поранений в ліву ногу та праву руку. До квітня 1942 року лікувався у військових госпіталях, став інвалідом війни. У квітні 1942 року демобілізований із Червоної армії.
З 1942 року працював на керівній роботі в Алма-Атинській обласній прокуратурі Казахської РСР, з 1944 року — в прокуратурі Сталінської області УРСР.
На 1945—1946 роки — прокурор міста Сталіно Сталінської області.
Одночасно заочно навчався в Харківському юридичному інституті, який закінчив у 1949 році.
У серпні 1952 — травні 1959 року — прокурор Дрогобицької області.
Подальша доля невідома

## Звання
- молодший політрук
- старший лейтенант юстиції
- старший радник юстиції

## Нагороди
- орден Вітчизняної війни ІІ ст. (6.08.1946)
- медаль «За перемогу над Німеччиною у Великій Вітчизняній війні 1941—1945 рр.» (1945)